# IC 5370
IC 5370 је лентикуларна галаксија у сазвјежђу Андромеда која се налази на листи објеката дубоког неба у Индекс каталогу.
Деклинација објекта је + 32° 44' 20" а ректасцензија 0h 0m 9,1s. Привидна величина (магнитуда) објекта IC 5370 износи 14,1 а фотографска магнитуда 15,0. IC 5370 је још познат и под ознакама MCG 5-1-18, CGCG 499-28, CGCG 498-56, NPM1G +32.0620, PGC 5.